# Mirosław Janeczko
Mirosław Janeczko (ur. 21 września 1961 w Lublinie) – polski rugbysta, reprezentant kraju, medalista mistrzostw kraju, trener i sędzia sportowy.
W trakcie kariery sportowej reprezentował przez pięć lat Budowlanych Lublin, a po krótkim epizodzie w 1985 w klubie Bobrek Karb Bytom trafił do Śląska Ruda Śląska, gdzie spędził cztery sezony. Równolegle do kariery zawodniczej zajmował się także pracą trenerską, jako grający trener zdobywając wicemistrzostwo kraju w roku 1989. Powrócił następnie do Budowlanych, gdzie w następnych pięciu sezonach czterokrotnie zdobywał medale – dwa srebrne (1990 i 1992) i dwa brązowe (1991 i 1993). Indywidualnie był najskuteczniejszym zawodnikiem ligi w roku 1992, odnosił także sukcesy w pracy z zespołami juniorskimi tego klubu.
W 1993 roku rozegrał dwa spotkania dla polskiej reprezentacji w ramach rozgrywek FIRA, zdobywając osiemnaście punktów. Występował także w reprezentacji rugby siedmioosobowego.
Jako arbiter zaczynał w 1995 roku, członkiem Kolegium Sędziów Polskiego Związku Rugby został w roku 1997, przez ponad dwadzieścia sezonów sędziował spotkania centralnych poziomów rozgrywek (92 w Ekstralidze, 66 w I lidze), karierę kończąc na szóstym miejscu listy najbardziej doświadczonych arbitrów.
Rugbystami zostali także jego synowie Rafał i Filip oraz bratanek Arkadiusz.